# Förhöret (2009)
Förhöret (finska: Kuulustelu) är en finsk dramafilm från 2009 regisserad av Jörn Donner.
Filmen handlar om förhöret av Kerttu Nuorteva (spelad av Minna Haapkylä, som vann Jussistatyetten för bästa kvinnliga huvudrull för sin insats) under Finska fortsättningskriget.